# Лелеко Наталя Віталіївна
Ната́лія Віта́ліївна Леле́ко (нар. 13 лютого 1962, Херсон) — українська співачка (лірико-драматичне сопрано), народна артистка України (2011).

## Життєпис
Після закінчення 1977 року 8 класів школи № 48 м. Херсона вступила до Херсонського музичного училища на відділення хорового диригування (клас вокалу Галини Грищенко), яке закінчила у 1981 році.
1987 року закінчила Одеську консерваторію (клас Наталії Войцеховської) і відтоді працює у Херсонській філармонії.
Не полишаючи роботи в філармонії, 1994—1997 років працювала також у Херсонському музично-драматичному театрі мені Миколи Куліша; 1998—2012 — викладала в школі мистецтв «Ювента».
Від 2003 — доцент кафедри вокалу та хорових дисциплін Херсонського університету.
Виступає з камерним оркестром «Гілея», ансамблем народних інструментів «Коло».
Гастролювала у Франції, Німеччині, Великій Британії.
Після окупації Криму неодноразово брала участь у конкурсі-фестивалі “Бархатний сезон”, організованому за підтримки окупантів у місті Саки та фонду "Рускій мір". У 2019 році навіть отримала за це подяку.
Також у 2023 році декілька разів виступала на публічних заходах окупаційної влади.

## Репертуар
Її репертуар складають старовинні арії Д. Каччіні, Г. Генделя, Й. Баха, класичні твори В. Моцарта, П. Чайковського, С. Рахманінова, сучасні твори Д. Шостаковича, І. Стравинського, М. Скорика, українські народні пісні. Також у репертуарі співачки такі програми як:
- «Класична та сучасна оперета»
- «Чарівна пісня України»
- «Поезія І. Франка в музиці»
- «Т. Шевченко та Леся Українка в музиці»
- «Юнацька любов С. Рахманінова»
- «Пісні народів світу»

## Визнання
- 1997 — лауреатка Міжнародного конкурсу артистів оперети ім. М. Водяного (Одеса)
- 1998 — заслужена артистка України[3]
- 2011 — народна артистка України[1]

## Праці
- Работа над художественным образом в русском старинном романсе // Актуальні проблеми державного управління, педагогіки та психології: Зб. наукових праць. Херсон, 2012. Вип. 2(7)
- Певческое дыхание как один из основных компонентов вокальной педагогики // Педгогический альманах: Зб. наукових праць. Херсон, 2013. Вип. 18
- Становление личности Н. А. Обуховой как музыканта и выдающейся певицы // Зб. наукових праць Херсонського університету. 2011. Вип. 2(5)